# Biqasqas
Biqasqas (tiếng Ả Rập: بقصقص, còn được gọi là Qusqus) là một ngôi làng Syria nằm trong phó huyện Masyaf thuộc huyện Masyaf, nằm ở phía tây Hama. Theo Cục Thống kê Trung ương Syria (CBS), Biqasqas có dân số 514 trong cuộc điều tra dân số năm 2004.